# 김경민 (1997년)
김경민(한국 한자: 金烱珉, 1997년 1월 22일 ~ )은 대한민국의 축구 선수이다. 포지션은 공격수이며 현재 K리그1 수원 FC 소속이다.